# Stadtbibliothek Ansfelden
Die Stadtbibliothek Ansfelden ist eine kommunale, öffentliche Bibliothek. Sie wurde 1996 gegründet und ist seit Dezember 2011 im Stadtzentrum am Hauptplatz in Ansfelden (Oberösterreich) untergebracht.

## Geschichte
Die Bibliothek wurde als Stadtbücherei am 20. September 1996 eröffnet und war bis 12. Dezember 2011 im Keller eines gemeinnützigen Wohnbaus untergebracht. Für die anfänglichen Medienbestände war der Platz ausreichend, jedoch mit steigender Bevölkerungszahl, Mitgliederzahl und Nachfrage musste nach Alternativen gesucht werden. Diese wurden in der Erweiterung des alten Amtsgebäudes, des neuen Stadtzentrums, gefunden, womit die kommunale Dienstleistung von der bisherigen Randlage ins Zentrum der Stadt rückte.

## Besondere Angebote
Die Bestände sind ausschließlich im Freihandleihsystem aufgestellt. Seit 1999 besteht für Besucher die Möglichkeit, an kostenpflichtigen Terminals ins Internet einzusteigen. Seit der Übersiedlung besteht weiters die Möglichkeit, über einen Hot Spot von mobilen Endgeräten kostenfrei auf Onlineinhalte des World Wide Web zuzugreifen. Neben dem Bücherbestand bietet die Bibliothek auch Musik-CDs, Spiele und Filme auf DVD sowie Zeitschriften zum Verleih an.
Die Stadtbibliothek bietet neben deutschsprachigen auch Werke in weiteren Sprachen an und kommt somit ihrem Bildungsauftrag auch im Hinblick auf die unterschiedlichen Sprachen in der Bevölkerung nach.

## Bibliotheksbestand
Es stehen mehr als 16.500 Medien zur Ausleihe bereit, davon sind etwa 76 Prozent Bücher und 2 Prozent Hörbücher. Die Bibliothek wurde zwischen 1996 und 2010 durch zwei hauptamtliche Mitarbeiter geführt, welche seit 2010 durch ehrenamtliche Mitarbeiter unterstützt werden. Im Jahr 2012 waren 4.000 Personen (das sind rund 25 Prozent der Ansfeldner Bevölkerung) eingeschrieben und es konnten rund 50.000 Entlehnungen verzeichnet werden. Die Bibliothek bietet die Möglichkeit, online in den Beständen zu suchen.